# Friedrich Wilhelm Heinrich Bitter
Friedrich Wilhelm Heinrich Bitter (* 5. Januar 1798 in Braunschweig; † 5. April 1870 in London) war ein deutscher Hofbeamter und Kabinettsdirektor von Herzog Karl II. von Braunschweig.

## Leben und Wirken
Bitter, der Sohn eines Braunschweiger Tischlers, war zunächst als Schreiber eines braunschweigischen Notars tätig und trat 1824 als Kanzlist im Geheimen Rat in die Dienste des Herzogs Karl II. 1827 wurde er zum Kanzlisten des herzoglichen Kabinetts und 1828 zum Kabinettsdirektor befördert.
Im September 1830 wurde Herzog Karl II., der wegen seines aufwändigen Lebensstils auch als „Diamantenherzog“ bekannt war, in einer Revolution gestürzt. Er floh nach England; sein Kabinettsdirektor Bitter begleitete ihn. In der Folgezeit führte Bitter mehrere diplomatische Aufträge für den abgesetzten Herzog aus, die ihn unter anderem nach Frankfurt am Main und nach Wien führten.
Differenzen zwischen Bitter und Karl II. führten dazu, dass er sich einige Jahre später von dem Herzog trennte. Im Jahr 1844 gründete er eine Schul- und Erziehungsanstalt in Clapham bei London.
Zu Lebzeiten von seinen Zeitgenossen noch sehr negativ beurteilt, wurde Bitter in der zweiten Hälfte des 19. Jahrhunderts dann positiver als „Opfer der Gunst eines verhaßten Fürsten“ und „brauchbarer, fähiger Arbeiter und durchaus kein böswilliger Mensch“ charakterisiert. Aus heutiger Sicht wird festgestellt, dass Bitter „der fachlich fähigste und persönlich ehrenwerteste“ Helfer des umstrittenen Herzogs Karl II. gewesen sei.